# Agrilus nelsondaimio
Agrilus nelsondaimio é uma espécie de inseto do género Agrilus, família Buprestidae, ordem Coleoptera.
Foi descrita cientificamente por Ohmomo, em 2006.